# Estrella de seqüència principal de tipus B

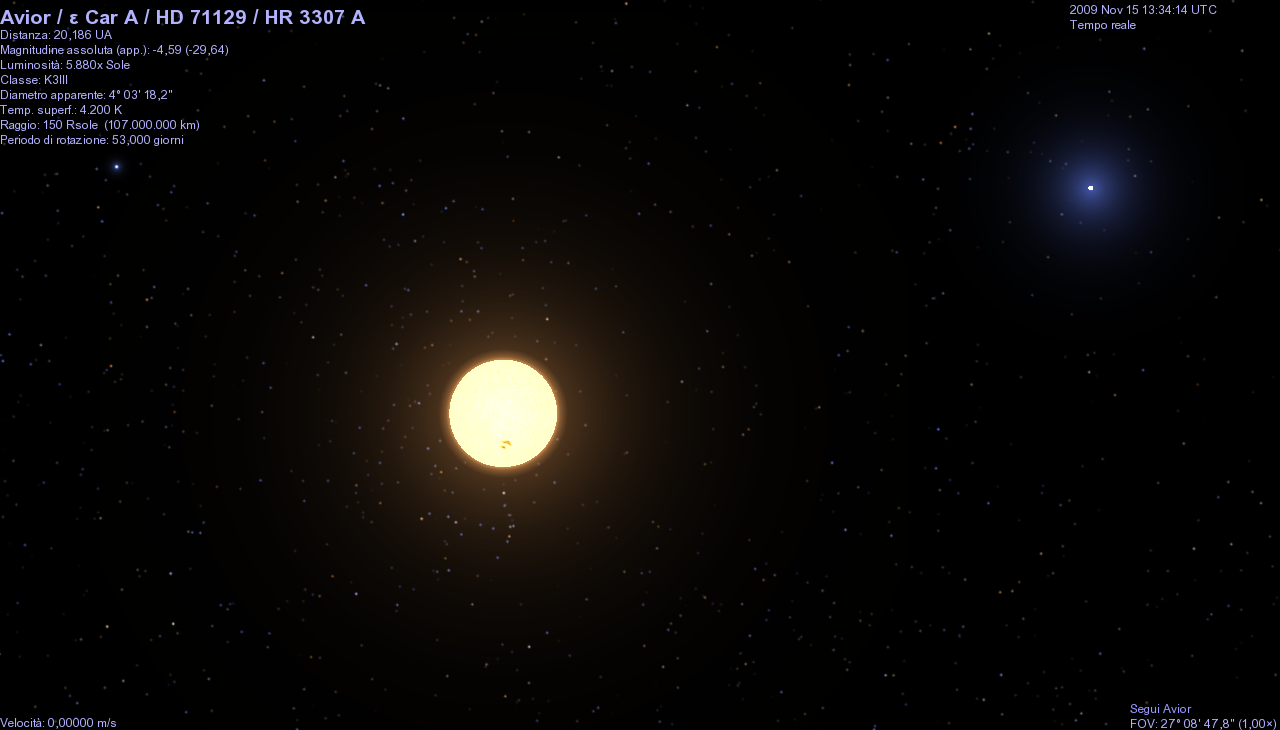
Part de la constel·lació de la Quilla, Èpsilon Carinae és un exemple d'una estrella doble que presenta una estrella de la seqüència principal de tipus B. El primari és una estrella gegant evolucionada amb un tipus espectral K0III, per això el seu color groguenc. La secundària és una estrella de seqüència principal tipus B de fusió d'hidrogen típica de classe espectral B2 Vp

Una estrella de seqüència principal de tipus B (BV) és una estrella de seqüència principal (de combustió d’hidrogen) de tipus espectral B i de classe de lluminositat V. Aquestes estrelles tenen de 2 a 16 vegades la massa del Sol i temperatures superficials d'entre 10.000 i 30.000 K. Les estrelles de tipus B són extremadament lluminoses i blaves. Els seus espectres tenen heli neutre, fet que destaca més a la subclasse B2, i línies d'hidrogen moderades. Alguns exemples inclouen Regulus i Algol A.
Aquesta classe d’estrelles es va introduir amb la seqüència d’espectres estel·lars de Harvard i es va publicar al Catàleg d'Estrelles Brillants revisat de Harvard. La presència de línies d'heli no ionitzades amb l'absència d'heli ionitzat individualment al tram blau-violeta de l'espectre van definir les estrelles de tipus B. Totes les classes espectrals, inclosa la tipus B, es van subdividir amb un sufix numèric que indicava el grau en què s'apropaven a la següent classificació. Per això B2 suposa 1/5 del tipus B al tipus A.
Més tard, però, espectres més refinats van mostrar línies d'heli ionitzat per a estrelles de tipus B0. De la mateixa manera, les estrelles A0 també mostren línies febles d'heli no ionitzat. Catàlegs posteriors d’espectres estel·lars van classificar les estrelles en funció de les forces de les línies d’absorció a freqüències específiques, o comparant les forces de les diferents línies. Així, al sistema de classificació MK, la classe espectral B0 té la línia a la longitud d'ona 439 nm sent més forta que la línia a 420 nm. La sèrie Balmer de línies d'hidrogen es fa més forta a través de la classe B, i després arriba al tipus A2. Les línies de silici ionitzat s'utilitzen per determinar la subclasse de les estrelles de tipus B, mentre que les línies de magnesi s'utilitzen per distingir entre les classes de temperatura.
Les estrelles de tipus B no tenen corona i no tenen zona de convecció a la seva atmosfera exterior. Tenen una taxa de pèrdua de massa més alta que les estrelles més petites, com el Sol, i el seu vent estel·lar té velocitats d’uns 3.000 km/s. La generació d’energia en estrelles de tipus B de seqüència principal prové del cicle CNO de fusió termonuclear. Com que el cicle CNO és molt sensible a la temperatura, la generació d'energia es concentra molt al centre de l'estrella, cosa que dona lloc a una zona de convecció al voltant del nucli. Això es tradueix en una barreja constant del combustible d'hidrogen amb el subproducte d'heli de la fusió nuclear. Moltes estrelles de tipus B tenen una velocitat de rotació ràpida, amb una velocitat de rotació equatorial d’uns 200 km/s.
| Tipus espectral | Radi solar | Massa solar | Temperatura efectiva (K) | Gravetat (log g) |
| --------------- | ---------- | ----------- | ------------------------ | ---------------- |
| B0V             | 10         | 17          | 30,000                   | 4                |
| B1V             | 6.42       | 13.21       | 25,400                   | 3.9              |
| B2V             | 5.33       | 9.11        | 20,800                   | 3.9              |
| B3V             | 4.8        | 7.6         | 18,800                   | 4                |
| B5V             | 3.9        | 5.9         | 15,200                   | 4                |
| B6V             | 3.56       | 5.17        | 13,800                   | 4                |
| B7V             | 3.28       | 4.45        | 12,400                   | 4.1              |
| B8V             | 3          | 3.8         | 11,400                   | 4.1              |
| B9V             | 2.7        | 3.29        | 10,600                   | 4.1              |

## Estrelles Be i B(e)
Els objectes espectrals coneguts com a "estrelles Be" són entitats massives però no supergegants que tenen, o van trindre en algun moment, una o més línies de Balmer d'emissió, amb la sèrie de radiació electromagnètica relacionada amb l'hidrogen projectat pels estels de particular importància científica. Hom creu que les estrelles Be presenten vents estel·lars inusualment forts, altes temperatures superficials i un desgast significatiu de la massa estel·lar a mesura que els objectes giren a una velocitat curiosament ràpida, tot això en contrast amb molts altres tipus d’estrelles de seqüència principal.
Tot i que les terminologies relacionades són confusament ambigües, els objectes espectrals coneguts com a "estrelles B (e)" són diferents de les estrelles Be ja que les entitats B(e) posseeixen línies distintives d'emissió neutra o de baixa ionització que hom considera tenen "mecanismes prohibits", cosa que es denota mitjançant l'ús de claudàtors o parèntesis. Dit d’una altra manera, les emissions d’aquestes estrelles en particular semblen experimentar processos que normalment no es permeten segons la teoria de la pertorbació de primer ordre en mecànica quàntica. La definició d'una estrella "B(e)" pot incloure objectes tan grans com per situar-se en territori dels gegants blaus i supergegants blaus, més enllà de la mida de les estrelles de seqüència principal estàndard.

## Estrelles estàndard espectrals
El sistema revisat de l'Atles de Yerkes (Johnson i Morgan 1953) enumerava un dens llistat d'estels estàndards espectrals nans de tipus B, tot i que no tots han sobreviscut fins avui com a estàndards. Els "punts d'ancoratge" del sistema de classificació espectral MK entre les estrelles nanes de seqüència principal de tipus B, és a dir, aquelles estrelles estàndard que no han canviat des dels anys quaranta com a mínim, són Úpsilon Orionis (B0 V), eta Aurigae (B3 V), eta Ursae Majoris (B3 V).A més d'aquests estàndards d'ancoratge, la revisió de l'origen de la classificació MK per Morgan & Keenan (1973) va enumerar Tau Scorpii (B0 V), Omega Scorpii (B1 V), 42 Orionis (B1 V), 22 Scorpii (B2 V), Rho Aurigae (B5 V) i 18 Tauri (B8 V). L'Atles d'espectes MK revisat de Morgan, Abt i Tapscott (1978) va contribuir també amb els estàndards Beta² Scorpii (B2 V), 29 Persei (B3 V), HD 36936 (B5 V) i HD 21071 (B7 V). Gray & Garrison (1994) [15] van aportar dos estàndards B9 V: Omega Fornacis i HR 2328. L'únic estàndard B4 V publicat és 90 Leonis, de Lesh (1968). Hi ha hagut poc acord en la literatura sobre l'elecció de l'estàndard B6 V.

## Peculiaritats químiques
Algunes de les estrelles de tipus B de la classe estel·lar B0 – B3 presenten línies inusualment fortes d'heli no ionitzat. Aquestes estrelles químicament peculiars s'anomenen estrelles fortes d’heli. Aquestes sovint tenen forts camps magnètics a la seva fotosfera. En canvi, també hi ha estrelles de tipus B febles amb heli amb línies d’heli de força inferior i espectres d’hidrogen forts. Altres estrelles de tipus B químicament peculiars són estrelles de mercuri-manganès amb tipus espectral B7-B9. Finalment, les esmentades estrelles Be mostren un important espectre d’emissió d’hidrogen.

## Planetes
Les estrelles de tipus B conegudes per tenir planetes inclouen HIP 78530, el subgegant Kappa Andromedae i uns quants (ara es coneixen 19) subnans també del tipus B.